# Liste der Kulturdenkmale in der Südvorstadt (Bautzen)

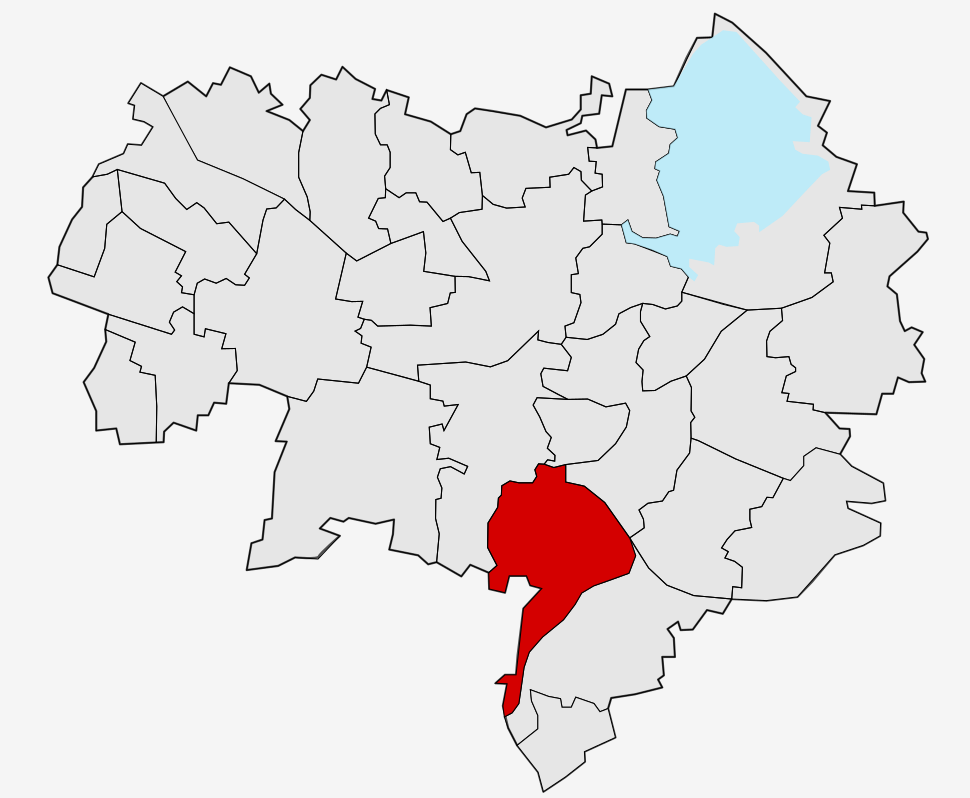
Lage des Ortsteils Südvorstadt in Bautzen

In der Liste der Kulturdenkmale in der Südvorstadt sind die Kulturdenkmale des Bautzener Stadtteils Südvorstadt verzeichnet, die bis März 2018 vom Landesamt für Denkmalpflege Sachsen erfasst wurden (ohne archäologische Kulturdenkmale). Die Anmerkungen sind zu beachten.

## Liste der Kulturdenkmale in der Südvorstadt
| Bild                                    | Bezeichnung | Lage                                                                     | Datierung                 | Beschreibung | ID       |
| --------------------------------------- | --- | ------------------------------------------------------------------------ | ------------------------- | --- | -------- |
|                                         | Betonbogenbrücke mit Betonbrüstung und seitlichen Flügelmauern                                                                                      | Am Albrechtsbach (Karte)                                                 | 1919                      | Bahnstrecke Bautzen–Bad Schandau; angesichts des abgelegenen Standorts bemerkenswert aufwändig gestaltetes Brückenbauwerk, ursprünglich als Eisenbahnbrücke errichtet, aber aufgrund fehlender Betriebsfreigabe nie als solche eingesetzt, von eisenbahngeschichtlicher und baugeschichtlicher Bedeutung. Stampfbeton-Dreigelenkbogen mit 25,30 m lichter Weite; Stützmauern aus Bruchstein, mit Beton überzogen; ursprünglich mit kleinen Obelisken an der Stirnseite; als Eisenbahnbrücke gebaut (Eisenbahnstrecke Bautzen–Bad Schandau, Streckenkürzel BS, Verbindung zwischen Bautzen und Bad Schandau über Wilthen, Neukirch/Lausitz, Neustadt in Sachsen und Sebnitz), aber nie zugelassen; Bahndamm höher gelegt, sollte als Ablaufberg fungieren. | 09250505 |
|                                         | Eisenbahnbrücke mit seitlichen Stützmauern (Brücke Boblitzer Wasser)                                                                                | Am Albrechtsbach (Karte)                                                 | 1845/1846                 | Bahnstrecke Görlitz–Dresden; von eisenbahngeschichtlicher und baugeschichtlicher Bedeutung. Zweibogige Gewölbebrücke aus Granitquadermauerwerk über den Albrechtsbach (auch als Boblitzer Wasser bezeichnet); Granitpfeiler und -brüstung (Quader) mit Rundbogengewölbe (überhöhter Bogen, 11,30 m lichte Weite), Stützmauern aus scharrierten Granitquadern. | 09250205 |
| Direkt Bild zu diesem Denkmal hochladen | Eisenbahnerwohnsiedlung (Sachgesamtheit) | Am Albrechtsbach 1, 2, 3, 4, 5, 6, 7 (Karte)                             | 1910/1920                 | Sachgesamtheit Eisenbahnerwohnsiedlung mit folgenden Einzeldenkmalen: sieben Eisenbahnerhäuser, durch originale Einfriedungen kettenartig miteinander verbunden (siehe Obj. 09251319); sozialgeschichtlich und städtebaulich von Bedeutung | 09300792 |
| Direkt Bild zu diesem Denkmal hochladen | Sieben Eisenbahnerhäuser, durch originale Einfriedungen kettenartig miteinander verbunden (Einzeldenkmal zu ID-Nr. 09300792)                        | Am Albrechtsbach 1, 2, 3, 4, 5, 6, 7 (Karte)                             | 1910/1920                 | Einzeldenkmale der Sachgesamtheit Eisenbahnerwohnsiedlung; sozialgeschichtlich und städtebaulich von Bedeutung. Horizontale Gliederung durch Simse; Haus Nr. 3 besonders durch reich gestalteten Eingang betont, halbrunder Erker mit Balkon, daran Frauenfigur mit Schale (wohl Caritas); an Nr. 2 und 4 seitlich angebrachte Skulpturen (Putto in Blütenpflanze), Eingänge zu allen Gebäuden rückseitig; Nr. 2, 3 und 6 durch halbrunden Erker über mittig gelegenem Eingang betont; ursprünglich von der Reichsbahn für Eisenbahner gebaut. | 09251319 |
| Direkt Bild zu diesem Denkmal hochladen | Wohnhaus in Ecklage | Bertha-von-Suttner-Straße 2 (Karte)                                      | Um 1890                   | Baugeschichtlich und straßenbildprägend von Bedeutung, über Ecke turmartiger Dachausbau | 09250383 |
|                                         | Frankensteinsche Mühle: Mahlmühle, einschließlich Mühlgraben, Wehr sowie Teile der technischen Einrichtung (Dieselmotoren, wassertechnische Anlage) | Bleichenstraße 1 (Karte)                                                 | 2. Hälfte 19. Jahrhundert | Baugeschichtlich, wirtschaftsgeschichtlich und technikgeschichtlich von Bedeutung; hohes Mansarddach, an der Giebelseite Pilastergliederung und Signet an der Giebelseite, die unteren Geschosse von Vorgängerbau, die beiden Obergeschosse durch verdachtes Gesims abgesetzt; Dieselmotor mit einem Zylinder liegend der Firma Christoph & Unmack aus Niesky, zweiter Motor mit zwei Zylindern; Mahlbetrieb bis 1993 | 09250535 |
| Direkt Bild zu diesem Denkmal hochladen | Gedenkstein für im Ersten Weltkrieg gefallene Sportler mit Gedenktafel, auf der diese namentlich aufgelistet sind                                   | Edisonstraße 12 (am Rande des Sportplatzes des Postsportvereins) (Karte) | Nach 1918 aufgestellt     | Ortsgeschichtlich von Bedeutung. Vertieft in den flachen Granitstein eingelassene Platte mit aufgelisteten Namen zurzeit im Besitz der FSV Budissa Bautzen; Beide Sportvereine (Postsportverein und FSV Budissa Bautzen) wollen den Stein restaurieren lassen, Aufnahme in die Denkmalliste auf Veranlassung der Sportvereine und mit Einverständnis des Landratsamts Bautzen. | 09299671 |
| Direkt Bild zu diesem Denkmal hochladen | Doppelmietshaus in Ecklage | Fabrikstraße 2 (Wilthener Straße 36) (Karte)                             | Um 1920                   | Baugeschichtlich und straßenbildprägend von Bedeutung, spitze Giebel | 09250527 |
| Direkt Bild zu diesem Denkmal hochladen | Doppelmietshaus in halboffener Bebauung | Fabrikstraße 4, 6 (Karte)                                                | Um 1920                   | Baugeschichtlich von Bedeutung, einfache Putzgliederung, Mittelbetonung durch Spitzgiebel, Mansarddach | 09250526 |
| Direkt Bild zu diesem Denkmal hochladen | Doppelwohnhaus mit originalen Zaunsäulen | Fabrikstraße 10, 12 (Karte)                                              | 1923                      | Baugeschichtlich von Bedeutung; Mansarddach; Betonung der Horizontalen durch Sims über Erdgeschoss; originale Fenster, teilweise Fensterbekrönung durch Putzornamentik; Betonung der Ecken des Mansarddaches durch Putten; rückwärtig Holzbalkons; Runderker (Treppenhaus) | 09250524 |
| Direkt Bild zu diesem Denkmal hochladen | Wohnhaus mit drei Eingängen | Fabrikstraße 14, 16, 18 (Karte)                                          | Um 1900                   | Repräsentativer Bau, baugeschichtlich von Bedeutung. - Nr. 14: mit Mansarddach, Putzgliederung, rückwärtig Holzbalkons, Putzrelief um originale Haustür - Nr. 16: Betonung durch Giebel, original überdachter Eingang - Nr. 18: mit Erker; rückwärtig Holzbalkons; Runderker (Treppen haus); Putzreliefierung um originale Haustür; Mansarddach | 09250523 |
| Direkt Bild zu diesem Denkmal hochladen | Mehrfamilienhaus mit vier Eingängen | Fabrikstraße 20, 22, 24, 26 (Karte)                                      | Um 1930/1935              | Baugeschichtlich und ortsentwicklungsgeschichtlich von Bedeutung, mit drei Veranden, darüberliegenden Balkons, Putzgliederung, Türrahmung | 09250516 |
| Direkt Bild zu diesem Denkmal hochladen | Mehrfamilienhaus mit drei Eingängen | Fabrikstraße 28, 30, 32 (Karte)                                          | Um 1930/1935              | Mit Siedlungscharakter, baulich verbunden mit Preuschwitzer Straße 81/83, baugeschichtlich und ortsentwicklungsgeschichtlich von Bedeutung, mit Balkon, reliefierter Türrahmung, Putzgliederung | 09250515 |
| Direkt Bild zu diesem Denkmal hochladen | Mietshaus in geschlossener Bebauung | Humboldtstraße 11 (Karte)                                                | Um 1900/1905              | Baugeschichtlich und städtebaulich von Bedeutung, Seitenbetonung durch Erker, darüber Balkon, Giebel, Putzreliefierung, Betonung der Horizontalen über Erdgeschoss, gerundet über Haustür | 09250508 |
| Direkt Bild zu diesem Denkmal hochladen | Mietshaus in geschlossener Bebauung | Humboldtstraße 13 (Karte)                                                | Um 1900/1905              | Baugeschichtlich und städtebaulich von Bedeutung, Relief in der Mitte des ersten Obergeschosses, Horizontale betont über Erdgeschoss, Wölbung über der Haustür, nach 1994 neue Fenster (Kunststoff) | 09250509 |
| Direkt Bild zu diesem Denkmal hochladen | Mietshaus in halboffener Bebauung | Humboldtstraße 15 (Karte)                                                | Um 1910                   | Baugeschichtlich und städtebaulich von Bedeutung, Mittelbetonung durch Erker und Giebel, Oberlicht über der Haustür | 09250510 |
|                                         | Fabrikantenvilla im neoklassizistischen Stil | Humboldtstraße 21 (Karte)                                                | Um 1914                   | Baugeschichtlich von Bedeutung, Fenster im ursprünglichen Sinne gesprosst, zentraler Altan, darüber Giebel mit Lünette, flacher Mittelrisalit, Fruchtrelief, intaktes Wandöffnungsverhältnis | 09250390 |
| Direkt Bild zu diesem Denkmal hochladen | Bürogebäude in halboffener Bebauung | Liselotte-Herrmann-Straße 4 (Karte)                                      | Um 1915                   | Baugeschichtlich von Bedeutung, rechteckiger dreigeschossiger Bau, Mansarddach, elfachsige Länge | 09250396 |
| Direkt Bild zu diesem Denkmal hochladen | Mietshaus in geschlossener Bebauung | Liselotte-Herrmann-Straße 9 (Karte)                                      | Um 1905                   | Baugeschichtlich und städtebaulich von Bedeutung, Putzgliederung | 09250395 |
| Direkt Bild zu diesem Denkmal hochladen | Wohnhaus in offener Bebauung | Neusalzaer Straße 12 (Karte)                                             | Um 1875                   | Baugeschichtlich von Bedeutung, mit Krüppelwalmdach und Eckquaderung, aufwendige Holzloggia mit Jugendstilfenstern (Farbglasfenster, um 1900) | 09250381 |
| Direkt Bild zu diesem Denkmal hochladen | Ehemalige Textilfabrik | Neusalzaer Straße 12a (Karte)                                            | Bezeichnet mit 1898       | Bau- und produktionsgeschichtliche Bedeutung, dreigeschossiger Ziegelbau mit Natursteinerdgeschoss (Polygonalmauerwerk), verziert mit hellen Klinkern über den segmentbogigen Öffnungen, „Attika“-Zone; stand bis Januar 2014 fälschlicherweise unter Preuschwitzer Straße 12 a in der Liste | 09303084 |
| Direkt Bild zu diesem Denkmal hochladen | Mietvilla mit Resten der originalen Einfriedung und Hinterhaus                                                                                      | Neusalzaer Straße 14 (Karte)                                             | Um 1890                   | Baugeschichtlich von Bedeutung, zweiachsiger Mittelrisalit, originale Dachdeckung, im Grundstück rückwärtig an Preuschwitzer Straße gelegene Mauer aus Granitquadern | 09250382 |
| Direkt Bild zu diesem Denkmal hochladen | Mietshaus in offener Bebauung | Neusalzaer Straße 24 (Karte)                                             | Um 1850                   | Baugeschichtlich von Bedeutung, dreigeschossig, Mansardwalmdach, im Erdgeschoss Läden mit zum Teil originalen Fenstern und Türgestaltung, Fassadengliederung durch Gurtgesimse und gequaderte Lisenen, die Mittelachsen betont durch flachen Risalit und besonderen Schmuck der Sohlbänke und Verdachungen im ersten Obergeschoss, drei stehende Gaupen | 09250169 |
| Direkt Bild zu diesem Denkmal hochladen | Mietvilla | Neusalzaer Straße 34 (Karte)                                             | Bezeichnet mit 1900       | Baugeschichtlich von Bedeutung, Mittelrisalit mit Dreiecksgiebel, reiche plastische Dekoration der Fenstergewände | 09250398 |
| Direkt Bild zu diesem Denkmal hochladen | Mietvilla mit Einfriedung | Neusalzaer Straße 36 (Karte)                                             | Um 1895                   | Mit Stilelementen der deutschen Neorenaissance, baugeschichtlich von Bedeutung, Mittelrisalit mit giebelartigem Aufsatz (Atlanten), Balkon, reiche Putzgliederung, Eckquaderung | 09250399 |
| Direkt Bild zu diesem Denkmal hochladen | Mietshaus in offener Bebauung und Ecklage mit Einfriedung                                                                                           | Neusalzaer Straße 38 (Karte)                                             | Um 1890/1900              | Mit Stilelementen der deutschen Neorenaissance, baugeschichtlich von Bedeutung, zweiachsiger Mittelrisalit mit Dreiecksgiebel, Putzgliederung, Eckquaderung | 09250400 |
| Weitere Bilder                          | Eisenbahnviadukt über die Spree | Neustädter Straße (zur Bleichenstraße) (Karte)                           | 1845–1846                 | Als Steinbrücke mit fünf größeren und fünf kleineren Rundbögen errichtet, eisenbahngeschichtlich, baugeschichtlich und technikgeschichtlich von Bedeutung, 19,6 m hoch, 239 m lang, Granitquader. | 09250166 |
| Direkt Bild zu diesem Denkmal hochladen | Blechschmidts Emaillierwerk / Fabrikanlage mit den Fabrikgebäuden 4.1 und 4.2 sowie Einfriedung und Pförtnerhaus                                    | Preuschwitzer Straße 10, 12 (Karte)                                      | Um 1890                   | Ortsgeschichtlich von Bedeutung. Putzbau mit Klinkerlisenen; ehemalige Firma Blechschmidt (Metallwaren, Emailliererei); wohl Katakomben. Bis 2002 stand in der Kurzbeschreibung: „Fabrikanlage mit Fabrikgebäude, Pförtnerhaus, Sockel des achteckigen Schornsteins, Heizhaus (im vorderen Bereich) sowie Einfriedung (Granitsäulen mit schmiedeeisernen Gittern); heute Schlosserei“. 1999 wurden folgende Gebäude abgerissen: 1.1a, 1.1, 1.2, 1.3a, 1.3, 1.4, 2.1, 2.2, 3, 5, 6. Bis 2003 stand im Verzeichnis Adresse „Preuschwitzer Straße 6–10“; laut ALK-Daten heute nur noch unter den Hausnummern 10 und 12 geführt. | 09250534 |
| Direkt Bild zu diesem Denkmal hochladen | Mehrfamilienhaus | Preuschwitzer Straße 81, 83 (Karte)                                      | Um 1930/1935              | Mit Siedlungscharakter, baulich verbunden mit Fabrikstraße 28–32, baugeschichtlich und ortsentwicklungsgeschichtlich von Bedeutung; beide Baukörper durch Brandmauer baulich verbunden; Balkon; auffällige Putzgliederung (Erdgeschoss: rot, erstes und zweites Obergeschoss: beige), Horizontalgliederung über Erdgeschoss durch Sims, Türumrahmung mit Putzreliefierung | 09250511 |
| Direkt Bild zu diesem Denkmal hochladen | Mietshaus in ehemals geschlossener Bebauung | Ricarda-Huch-Straße 10 (Karte)                                           | Um 1890                   | Baugeschichtlich von Bedeutung | 09250716 |
| Direkt Bild zu diesem Denkmal hochladen | Mietshaus in geschlossener Bebauung | Ricarda-Huch-Straße 14 (Karte)                                           | Um 1900/1905              | Baugeschichtlich von Bedeutung, Wohnhaus mit zweiachsigem Mittelrisalit und getrepptem Giebel, originaler Putz, Fenstergewände mit Segmentbögen im Erdgeschoss und mit Vorhangbögen im ersten Obergeschoss | 09250385 |
| Direkt Bild zu diesem Denkmal hochladen | Mietshaus in geschlossener Bebauung | Ricarda-Huch-Straße 17 (Karte)                                           | Um 1905                   | Mit Stufengiebel, baugeschichtlich von Bedeutung, getreppter Giebel | 09250393 |
| Direkt Bild zu diesem Denkmal hochladen | Mietshaus in geschlossener Bebauung | Ricarda-Huch-Straße 19 (Karte)                                           | Um 1895/1900              | Baugeschichtlich von Bedeutung, Segmentbogenfries, Giebel | 09250392 |
| Direkt Bild zu diesem Denkmal hochladen | Mietshaus, baulich verbunden mit Wilthener Straße 18/20                                                                                             | Weststraße 1 (Karte)                                                     | 1910/1920                 | Baugeschichtlich von Bedeutung | 09250404 |
| Direkt Bild zu diesem Denkmal hochladen | Doppelmietshaus in offener Bebauung | Weststraße 3 (Karte)                                                     | Um 1910/1920              | Baugeschichtlich von Bedeutung, asymmetrisch, seitliche Risalite | 09250405 |
| Direkt Bild zu diesem Denkmal hochladen | Doppelmietshaus in offener Bebauung | Weststraße 5 (Karte)                                                     | Um 1910/1920              | Baugeschichtlich von Bedeutung, asymmetrisch, seitliche Risalite | 09250406 |
| Direkt Bild zu diesem Denkmal hochladen | Mietshaus in halboffener Bebauung | Weststraße 10 (Karte)                                                    | Um 1910/1920              | Baugeschichtlich von Bedeutung, Natursteinsockel, Dreiecksgiebel, Schablonenmalerei im Treppenhaus | 09250408 |
| Direkt Bild zu diesem Denkmal hochladen | Mietshaus in geschlossener Bebauung | Weststraße 12 (Karte)                                                    | Um 1910/1920              | Baugeschichtlich von Bedeutung, Natursteinsockel, Dreiecksgiebel, Schablonenmalerei im Treppenhaus | 09250407 |
| Direkt Bild zu diesem Denkmal hochladen | Wohnhaus in offener Bebauung | Wilthener Straße 24 (Karte)                                              | Um 1905                   | Baugeschichtlich von Bedeutung, Mittelrisalit, Fachwerk, originale Putzgliederung | 09250401 |
| Direkt Bild zu diesem Denkmal hochladen | Doppelmietshaus in Ecklage | Wilthener Straße 36 (Hauptanschrift: Fabrikstraße 2) (Karte)             | Um 1920                   | Baugeschichtlich und straßenbildprägend von Bedeutung, spitze Giebel | 09250527 |

## Streichungen von der Denkmalliste
| Bild                                    | Bezeichnung                            | Lage                    | Datierung | Beschreibung | ID       |
| --------------------------------------- | -------------------------------------- | ----------------------- | --------- | --- | -------- |
| Direkt Bild zu diesem Denkmal hochladen | Wohn- und Bürohaus in offener Bebauung | Fabrikstraße 23 (Karte) |           | Repräsentatives Gebäude, baugeschichtlich und straßenbildprägend von Bedeutung; zwischen 2008 und 2014 abgerissen | 09250520 |

## Tabellenlegende
- Bild: Bild des Kulturdenkmals, ggf. zusätzlich mit einem Link zu weiteren Fotos des Kulturdenkmals im Medienarchiv Wikimedia Commons. Wenn man auf das Kamerasymbol klickt, können Fotos zu Kulturdenkmalen aus dieser Liste hochgeladen werden:
- Bezeichnung: Denkmalgeschützte Objekte und ggf. Bauwerksname des Kulturdenkmals
- Lage: Straßenname und Hausnummer oder Flurstücknummer des Kulturdenkmals. Die Grundsortierung der Liste erfolgt nach dieser Adresse. Der Link (Karte) führt zu verschiedenen Kartendiensten mit der Position des Kulturdenkmals. Fehlt dieser Link, wurden die Koordinaten noch nicht eingetragen. Sind diese bekannt, können sie über ein Tool mit einer Kartenansicht einfach nachgetragen werden. In dieser Kartenansicht sind Kulturdenkmale ohne Koordinaten mit einem roten bzw. orangen Marker dargestellt und können durch Verschieben auf die richtige Position in der Karte mit Koordinaten versehen werden. Kulturdenkmale ohne Bild sind an einem blauen bzw. roten Marker erkennbar.
- Datierung: Baubeginn, Fertigstellung, Datum der Erstnennung oder grobe zeitliche Einordnung entsprechend des Eintrags in der sächsischen Denkmaldatenbank
- Beschreibung: Kurzcharakteristik des Kulturdenkmals entsprechend des Eintrags in der sächsischen Denkmaldatenbank, ggf. ergänzt durch die dort nur selten veröffentlichten Erfassungstexte oder zusätzliche Informationen
- ID: Vom Landesamt für Denkmalpflege Sachsen vergebene, das Kulturdenkmal eindeutig identifizierende Objekt-Nummer. Der Link führt zum PDF-Denkmaldokument des Landesamtes für Denkmalpflege Sachsen. Bei ehemaligen Kulturdenkmalen können die Objektnummern unbekannt sein und deshalb fehlen bzw. die Links von aus der Datenbank entfernten Objektnummern ins Leere führen. Ein ggf. vorhandenes Icon  führt zu den Angaben des Kulturdenkmals bei Wikidata.

## Ausführliche Denkmaltexte
1. ↑  Betonbogenbrücke Am Albrechtsbach:

Die Eisenbahnbrücke wurde 1919 von der bekannten Firma Dyckerhoff & Widmann erbaut, nachdem es bereits ab 1911 Pläne gab, die betriebsstörende niveaugleiche Kreuzung zwischen der Eisenbahnstrecke Bautzen–Bad Schandau und der für den Güterverkehr wichtigen Eisenbahnstrecke Görlitz–Dresden kreuzungsfrei umzubauen. Dabei sollten die neuen, vom Güterbahnhof aus parallel und südlich zur Görlitz-Dresdner-Strecke verlegten Güterzuggleise den Albrechtsbach (auch Boblitzer Wasser genannt) mit Hilfe der 1919 errichteten Brücke queren. Im Anschluss überführten zwei weiter südöstlich gebaute Brücken das umverlegte Bautzen-Bad-Schandauer-Gleis sowie die Gleise der Eisenbahnstrecke Görlitz–Dresden. Über eine in einem Bogen geführte Rampe sollten die Güterzuggleise dann an die Görlitz-Dresdner Strecke angeschlossen werden. Der Anbau an die nördlich gelegene Eisenbahnbrücke über den Albrechtsbach im Jahre 1920 (vgl. Obj. 09250205) steht daher in engem Zusammenhang mit der vorliegenden, für den Güterzugverkehr errichteten Betonbrücke. Aufgrund kontinuierlicher Setzungen und einer fragwürdig erscheinenden Betonqualität verweigerte die Reichsbahndirektion Dresden allerdings 1922 die Betriebsfreigabe der Brücke. Als Folge scheiterte deshalb 1924 das gesamte Projekt zur Gleisverlegung für die Güterzüge. Die Brückenbauwerke sowie das Planum der Gleise sind heute zum Teil noch erhalten und im Gelände ablesbar.

Die vorliegende Brücke von 1919 ist ein Stampfbeton-Dreigelenkbogen mit 25,30 m lichter Weite, eine Konstruktion, bei der trotz des schwierigen Baugrunds und der daraufhin zu erwartenden unterschiedlichen Setzungen der Fundamente keine Zwangsbeanspruchungen und Risse des Bauwerks auftreten konnten. Analog zu dem älteren, nördlichen Brückenbauwerk sollte auch die vorliegende Brücke zweibogig ausgeführt werden, jedoch wurde aufgrund der ungünstigen Baugrundverhältnisse auf den Mittelpfeiler verzichtet. Bemerkenswert ist die aufwendige Gestaltung des reinen Zweckbaus in dieser städtebaulich unbedeutenden Gegend. Die Brücke ist durch den bekrönenden Schmuckfries und das hervorspringende Gesims unterhalb der Kämpfer horizontal gegliedert. Lisenen betonen den Übergang von der Brücke zu den Flügeln. Die Ansichtsflächen des Betons wurden scharriert, die Bogenlaibung glatt verputzt.
2. ↑  Brücke Boblitzer Wasser:

Die zweibogige Gewölbebrücke aus Granitquadermauerwerk über den Albrechtsbach (auch Boblitzer Wasser genannt) wurde 1845/1846 im Rahmen des Eisenbahnstreckenbaus zwischen Dresden und Görlitz errichtet. Im Zuge umfangreicher Gleisverlegungen zur Neugestaltung des sogenannten Bautzener Ostkopfes erweiterte man im Jahr 1920 das Brückenbauwerk an der Südseite, damit das Gleis der Eisenbahnstrecke Bautzen–Bad Schandau von der Bahnhofsausfahrt bis zum Streckenkilometer 1,7 umverlegt werden konnte. Die etwa in Brückenmitte verlaufende Längsfuge ist heute noch deutlich erkennbar. Der Anbau steht dabei in engem Zusammenhang mit der 1919 unmittelbar südlich errichteten, nie in Betrieb genommenen Eisenbahnbrücke. Diese sollte die den Güterverkehr behindernde, niveaugleiche Kreuzungssituation beim Anschluss der Bautzen-Bad-Schandauer- an die Görlitz-Dresdner-Strecke auflösen (vgl. Obj. 09250505).

Die verbreiterte Gewölbebrücke wurde 1945, wie viele andere strategisch wichtige Brücken auch, gesprengt, in den Jahren 1952/1953 aber wieder in alter Form und massiver Bauart aufgebaut. 1997 ersetzte man die bestehende Fahrbahnwanne unterhalb der nördlich verlaufenden Görlitz-Dresdner-Strecke durch eine neue auskragende Stahlbeton-Fahrbahnwanne. Der südliche Teil des Bautzen-Bad-Schandauer-Streckenabschnitts wurde nicht erneuert (vermutlich aufgrund der 2007 vollzogenen Streckenstilllegung zwischen Bautzen nach Wilthen).

Die lichten Weiten der Brückengewölbe betragen jeweils 11,30 m. Der Bogen weist die zeittypische Form eines sogenannten „überhöhten Bogens“ auf, bei dem die Bogenform am Scheitel einem kleineren Radius folgt als am Kämpfer. Gewölbe, Mittelpfeiler und die seitlichen Stirnflächen sind in Quadermauerwerk ausgeführt. Der südliche Anbau nimmt das Fugenbild auf. Die nördlichen Schrägflügel und die Widerlager der ursprünglichen Brücke sind mit hammerrechtem Schichtenmauerwerk verblendet. Im Gegensatz dazu wurde für die um 1920 hergestellten südlichen Parallelflügel und Widerlager des Brückenanbaus unregelmäßiges Schichtenmauerwerk gewählt.
3. ↑  Eisenbahnbrücke Spreetalviadukt:

225,50 m langes Eisenbahnviadukt über das Spreetal mit 15 halbkreisförmigen Bögen. 1845–46 in nur 14 Monaten Bauzeit vom Bautzener Baumeister Karl August Marche (1806–1879) unter Mitwirkung der Baumeister Seydler und Seeliger gebaut. Offizielle Streckeneröffnung am 23. Juni 1846. 1892 Erneuerung des Fahrbahnaufbaus und Verbesserung der Brückenentwässerung. Am 20. April 1945 wurde auf beiden Seiten je ein Pfeiler gesprengt, worauf glücklicherweise lediglich die jeweils zwei angrenzenden Bögen einstürzten. Um 1950 erfolgte die Wiederherstellung in ursprünglicher Form und Bauweise. 1965 wird eine neue Fahrbahnwanne aus Stahlbeton errichtet, in dessen Zuge leider die das lange Bauwerk gliedernden Konsolen und Postamente weichen mussten.

Die mittleren fünf großen Bögen weisen eine lichte Weite von 17,20 m auf, während die lichten Weiten der jeweils fünf seitlichen Öffnungen nur 8,95 m betragen. Die Pfeiler der großen Öffnungen sind besonders betont. Ihr hervortretender Unterbau, der vorne und hinten spitz zuläuft, ist oben mit einem Gesims gesäumt und hat unten einen hervorspringenden Absatz. Auf dem Unterbau setzt eine runde Pfeilervorlage auf, die bis zum Geländer durchläuft. Die Pfeiler der kleineren Öffnungen sind lediglich durch ein in Kämpferhöhe umlaufendes Gesims gestaltet und ansonsten ganz schlicht.

Das Mauerwerk der Pfeiler, Stirnmauern und Gewölbe ist ein Quadermauerwerk aus Bautzener Granit verschiedener Farbe. In den gleich hohen Schichten wechseln sich kurze und lange Steine gleichmäßig ab. Bei den Gewölben ist jeder zweite Stein geteilt. Die Ansichtsflächen der Steine sind gespitzt. Durch Vorsprünge, Gesimse und die Betonung des Zwickels ist das Bauwerk reich gegliedert, ohne seine Einheitlichkeit zu verlieren.

Das Spreetalviadukt im Zuge der Sächsisch-Schlesischen Eisenbahn war für den wirtschaftlichen Aufschwung Bautzens im 19. Jahrhundert von nicht zu unterschätzender Bedeutung. Die Trasse war Teil einer der wichtigsten Ost-West-Verbindungen Deutschlands und verband die Stadt direkt mit den Wirtschaftszentren Leipzig, Dresden und Breslau. Neben ihrer wirtschaftlichen Bedeutung gilt der Viadukt auch aufgrund der gelungenen Gestaltung als herausragend und wird noch über 90 Jahre später als eine sehr schön gestaltete und beispielhafte Brücke angesehen, die trotz ungleich großer Öffnungen ihren viaduktartigen Charakter behält.
4. ↑  Blechschmidts Emaillierwerk:

Ehemaliges Stanz- und Emaillierwerk, Fabrikbauten mit Kessel- und Maschinenhaus, Pförtnergebäude sowie Wohnhaus mit bauzeitlicher, straßenseitiger Einfriedung des Werksgeländes (kein Denkmal) Technisches Denkmal. 1890 Neubau eines Fabrikgeschossbaus (Hauptgebäude erhalten) durch Julius Bernhard Stelzer; ab 1891 „Bautzener Stanz- und Emaillierwerk Blechschmidt & Stelzer“, Inhaber: Karl Bernhard Blechschmidt (Schlosser) und Julius Bernhard Stelzer (Schmiedemeister); einst regional bedeutende Fabrik zur Herstellung gefalzter und gestanzter Email-Haus- und Küchengeräte, z. B. ovaler Taschenkrüge, gestanzter Kartoffelkörbe, geeichter emaillierter Flüssigkeitsmaße; ab 1900 bis 1930 systematischer Ausbau des Werkes mit Industriegeschoss- und Hallenbauten; 1930 Stilllegung des Betriebes; ab 1935/36 als „Gebrüder Blechschmidt, Bautzen“ firmierend, u. a. Aufbau einer Kunstharzpresserei in Zusammenarbeit mit der August Nowack AG Bautzen, Lohnfertigung von Industrieteilen und Reklameartikeln u. a. für die Phänomen-Werke AG Zittau und die Hugo Schneider AG Leipzig; 1945 Kriegszerstörungen, Wiederinbetriebnahme der Emaillierei bis 1948; Familienbetrieb bis etwa 1964 (?); Verstaatlichung, Umnutzung und systematischer Verfall der Industrieanlage; nach 1990 Rückübertragung an Alteigentümer und Abbruch von ¾ der Gebäude; wirtschaftsgeschichtlich von Bedeutung.
  - Gebäude VI 1: 1890, dreigeschossiger Massivbau über L-förmigem Grundriss mit Holzdeckenkonstruktion, teilunterkellert, mit Flachdach, Fassaden allseitig mit flachen Ziegellisenen und -gesimsen gegliedert, Fensterachsen mit (Ziegel-)Segmentbogenfenstern, im Dachbereich umlaufende Attika, Fassadenfronten verputzt; im Erdgeschossbereich weitgehend verändert
  - Gebäude VI 2: um 1900, eingeschossiger Massivbau, Fenster mit Sandsteingewänden und ziegelsichtigen Entlastungsbögen, Hauptfront mit Attika, Ziegelgesimse und Ecklisenen, Fassadenfronten verputzt, wohl ursprünglich Kessel- und Maschinenhaus mit Schornstein
  - Gebäude VI 3: um 1935, eingeschossiger Massivbau, verputzt, mit Flachdach
  - Gebäude VI 4: um 1905, zweigeschossiger Massivbau auf Sockelgeschoss mit Holzdeckenkonstruktion über rechteckigem Grundriss mit Flachdach; Süd- und Westfassade mit Ziegelgesimsen und (Ziegel-)Segmentbogenfenstern gegliedert, Fassadenfronten verputzt
  - Gebäude VI 5: um 1905, zweigeschossiger Massivbau auf Sockelgeschoss mit Holzdeckenkonstruktion über rechteckigem Grundriss mit Flachdach, teilunterkellert; Nordfassade verputzt, weitestgehend verändert; Westfront verputzt mit bauzeitlicher Attika und Ecklisenen aus Ziegeln
  - Pförtnerhaus (Preuschwitzer Straße Nr.???): um 1920, eingeschossiger Massivbau, verputzt, auf Ziegelsockel mit Zeltdach, eingezogener Zugang mit Holzsäule, östlich abgeschrägte, dreifenstrige Fassadenecke